# Schloss Grub (Obertraun)

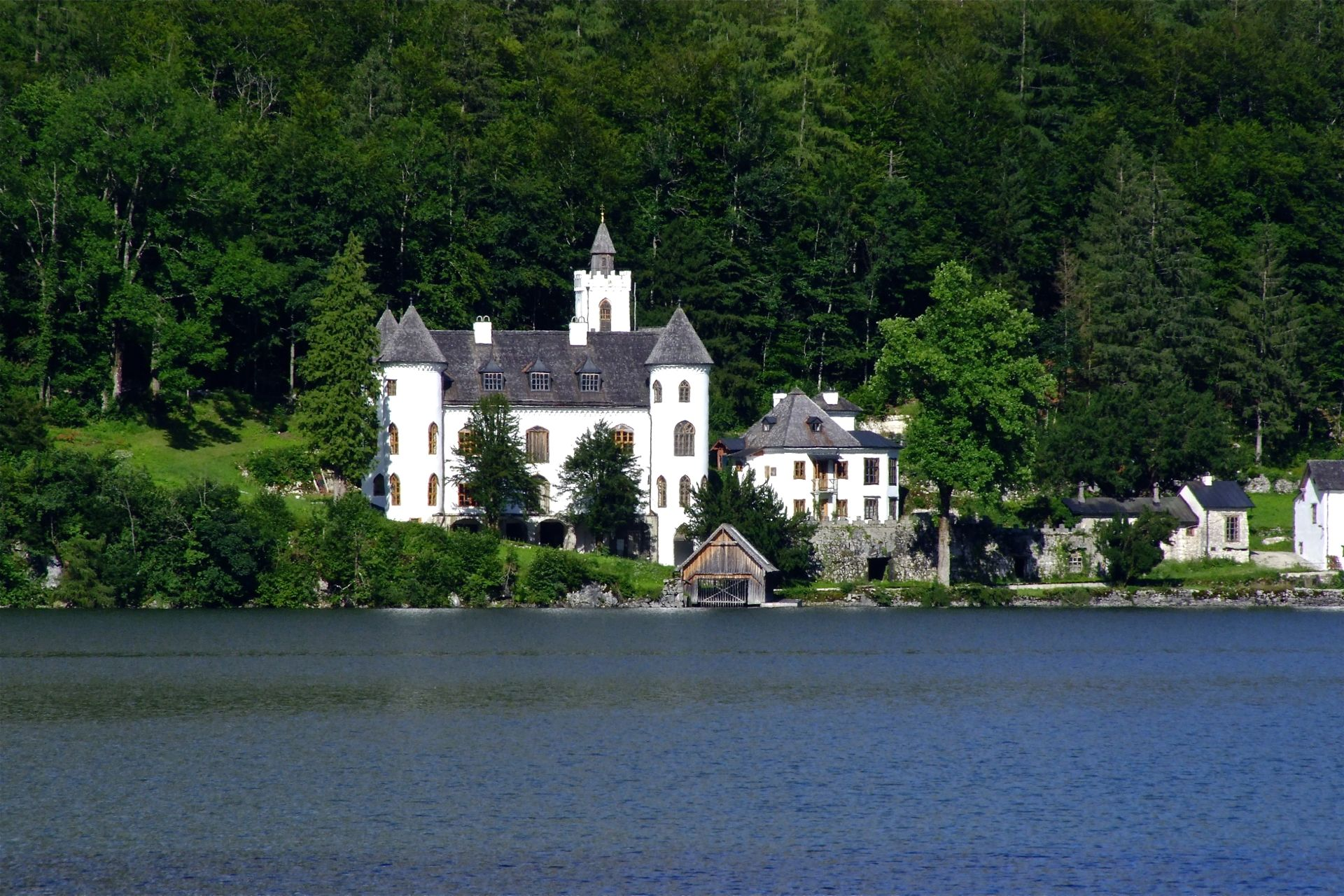
Schloss Grub

Das Schloss Grub liegt am Ostufer des Hallstätter Sees in der Nähe von Obertraun im oberösterreichischen Salzkammergut im Bezirk Gmunden von Oberösterreich (Obertraun 67, 68). Das Schloss steht unter Denkmalschutz (Listeneintrag).

## Geschichte
1522 wurde das Schloss erbaut, ursprünglich war an seiner Stelle ein Bauernhaus namens „Gut in der Grub“. 1622 war es Besitz derer von Eysselsberg. 1652 stiftet Mathias von Eyselsberg (Marktrichter zu Hallstatt) den Dreifaltigkeitsaltar in der St. Michaelskirche. 1658 kauft Christoph Eyssel von Eysselsberg († 1668) das Schloss. In der Pfarrkirche von Hallstatt ließ er für sich eine Gruft errichten. 1704 ging das Schloss an den „Salzverweser und Marktrichter zu Hallstatt“ Johann Gottfried Etzinger über. Dessen Sohn hat auf dem Hallstätter Marktplatz die Dreifaltigkeitssäule gestiftet.
Zwischen 1864 und 1890 kam Grub in das Eigentum des Botschafters des Zaren Alexander Tschaffkini; durch ihn wurde das Schloss 1868 historistisch umgestaltet und bekam sein romantisches äußeres Erscheinungsbild.
Nachfolger im Besitz wurden dann ein Herr Starke und ein Herr Lettmayr und ab 1913 die Familie Kürschner-Schön. Während der NS-Zeit befand sich hier eine Unterkunft der Nationalsozialistischen Volkswohlfahrt. Weitere Eigentümer waren die Familie Eiselsberg und nun Herbert Handlbauer.
Um das Schloss rankt sich folgende Sage: Eine Hochzeitsgesellschaft benahm sich auf dem Eise des zugefrorenen Hallstätter Sees gotteslästerlich, indem zwei Grafen um ein Mädchen stritten. Das Eis barst und die Gesellschaft ertrank. An das Unglück erinnert eine Säule im Schloss Grub.

## Schloss Grub heute
Das Schloss ist ein hakenförmiger Bau mit drei Rundtürmen und einem Viereckturm, welcher derart in eine Ecke gestellt wurde, dass er eine Verbindung zwischen dem Schlossgebäude und der Kapelle herstellt. Die Rundtürme besitzen Kegeldächer, der Viereckturm ein Pyramidendach. Die Türme sind relativ junge, bauliche Ergänzungen. Das Schloss besitzt ein Spitzdach mit seitlich hochgezogenen Giebeln, die seitlich ein Stichkappenfries aus Stuck besitzen. Insgesamt wirkt das Schloss villenartig, was auch seiner früheren Verwendung entspricht.
Das Schloss befindet sich in Privatbesitz, bis etwa 2010 war es über den 1986 errichteten Ostuferweg sichtbar. Heute ist das Grundstück durch einen hohen Zaun von dem Weg getrennt und das Schloss daher nur noch vom Boot aus von der Seeseite zu sehen.